# Maltese Militia Coast Artillery
Maltese Militia Coast Artillery (pol. Maltańska Ochotnicza Artyleria Nadbrzeżna) – ochotnicza nieprofesjonalna jednostka artylerii nadbrzeżnej w British Army, która istniała od 1801 do 1802 na Malcie, wówczas brytyjskim protektoracie.
Po zakończeniu blokady Francuzów i przejęciu Malty przez Brytyjczyków we wrześniu 1800, wiele brytyjskich regimentów dotychczas stacjonujących na Malcie, wyruszyło walczyć z Francuzami w ich kampanii egipskiej. To spowodowało braki żołnierzy na wyspie, zwłaszcza, że naczelne dowództwo nie mogło przysłać posiłków. Naczelny dowódca sił brytyjskich na Malcie generał Henry Pigot dostał pozwolenie na zwiększenie sił lokalnej milicji, aby wzmocnić Maltese Light Infantry.
1 stycznia 1801 Pigot wydał proklamację wzywającą mężczyzn z byłych National Congress Battalions do wstępowania w szeregi Maltese Militia. W tym samym czasie sformowana została Maltese Militia Coast Artillery, jako część milicji o zadaniach artylerii nadbrzeżnej, rozszerzając Royal Artillery. Składała się z dwóch kompanii obsługujących baterie znajdujące się w Saint Paul’s Bay oraz Marsa Scirocco, razem z wydzielonymi siłami obsługującymi nadbrzeżne wieże. Jednostka została dowodzona przez kapitana Johna Viviona.
Mężczyźni nosili mundury składające się z bawełnianej kurtki i takichże spodni, oraz skórzanego czako z niebieską szarfą.
W 1802 Maltańska Ochotnicza Artyleria Nadbrzeżna została rozwiązana zgodnie z traktatem w Amiens, a jej rolę przejęła Malta Coast Artillery.